# عبد المعين بن مساعد
عبد المعين بن مساعد بن سعيد كان شريف من آل زيد، تولى لفترة وجيزة أمير وشريف مكة في مناسبتين - لأول المرة الأولى في يناير 1788، والثانية خلال شهري أبريل ويوليو من عام 1803.
وصل إلى الإمارة في يناير 1788، بعد وفاة شقيقه الشريف سرور بن مساعد، لكنه سرعان ما تنازل لشقيقه الشريف غالب بن مساعد في غضون أيام قليلة. وساعد أخيه غالب خلال فترة حكمه، عندما قامت عدة حملات عسكرية من إمارة الدرعية (الدولة السعودية الأولى). وفي أبريل 1803 عندما دخلت القوات السعودية مكة، عين غالب أخيه عبد المعين قائما بأعمال الأمير قبل أن يتراجع إلى جدة. استسلم عبد المعين وسلم مكة إلى سعود الكبير بن عبد العزيز بن محمد آل سعود وكلف بتولي منصب أمير مكة تحت سلطان الدولة السعودية. في يوليو 1803، سمح للشريف غالب لدخول مكة مع جيشه وطرد الحامية الوهابية.